# Coelinidea longula
Coelinidea longula är en stekelart som först beskrevs av William Harris Ashmead 1889.  Coelinidea longula ingår i släktet Coelinidea och familjen bracksteklar. Inga underarter finns listade i Catalogue of Life.